# Цвікау
Цвікау (нім. Zwickau), (в-луж. і н-луж. Šwikawa) або Цвіків (чеськ. Cvikov) — місто земельного підпорядкування на сході Німеччини, у Саксонії. Адміністративний центр однойменного району.
Площа — 102,54 км2. Населення становить 87 516 осіб. (станом на 31 грудня 2020). 
Раніше у Цвікау виробляли автомобілі Audi, Horch і Trabant, нині в місті діє промисловий комплекс фірми VW.

## Відомі особистості
У місті народились:
- Христоф Бергнер (* 1948) — німецький політичний діяч.
- Роберт Шуман — німецький композитор і піаніст.
- Герт Фребе (1913-1988) — німецький актор

## Міста-побратими
- Яблонець-над-Нисою, Чехія
- Занстад, Нідерланди
- Дортмунд, Німеччина
- Володимир, Україна